# 1439
1439 је била проста година.

## Догађаји
- Википедија:Непознат датум — Битка за Гротник, окончава хуситски покрет у Пољској
- Википедија:Непознат датум — Османска Инвазија Србије (1439—1441) 
  - Први пад Деспотовине Србије.
  - Млетачка република заузима Зету до 1443. године
  - Пад Смедерева (1439)

## Рођења
- 9. мај — Папа Пије III (умро 1503)
- 26. јул — Сигисмунд Баварски (умро 1501)

## Смрти
- Албрехт II Немачки
- Александр Куштски

- Беатрис, грофица од Арандела

- Јосиф II Цариградски

- Марија Велика Комнина Палеологина